# Жан Бришо
Жан Бришо (29. јула 1911. —  умро 1962) био је белгијски фудбалер .

## Биографија
Почевши од 1929, Бришо је играо као нападач за Стандард из Лијежа. На 163 утакмице постигао је 103 гола.
Бришо је одиграо 12 утакмица и постигао 3 гола за Белгију, од 1932. до 1936. године. Изабран је за Светско првенство 1934. године, али није играо на турниру.